# Percy Vílchez
Percy Vílchez Pantoja (Salaverry, La Libertad, 15 de diciembre de 1952) es un exfutbolista peruano que se desempeñaba como delantero. Formó parte de uno de los planteles más grande de Universitario de Deportes (la «U») en toda su historia. Fue clave en la participación de la U en la Copa Libertadores de 1972. Jugó también en Venezuela y México.

## Trayectoria
A inicio de su carrera como futbolista, probó suerte en Alfonso Ugarte de Chiclín, Carlos A. Mannucci y Juan Aurich, finalmente se quedó en este último club. Hasta que los dirigentes de la U, se sorprendieron que le hiciera 5 goles al Alianza Atlético, en un preliminar en Chiclayo, y ese día se lo llevaron en el mismo avión a Lima. 
Pasó a la historia del fútbol peruano por la extraordinaria campaña que hizo en Universitario de Deportes, en la Copa Libertadores de 1972, habiendo, prácticamente, puesto con sus goles al equipo crema en la final de este evento de fútbol internacional.
De todos los goles que hizo Vílchez, en este torneo, hay uno que ha quedado fijado en la retina de los aficionados, cuando le dio tremendo “baile” al considerado mejor arquero del mundo y seleccionado brasileño, titular en el mundial de Inglaterra de 1966, Haílton Corrêa de Arruda, más conocido como Manga, quien defendía el arco del Club Nacional de Uruguay, bicampeón intercontinental. A partir de ese partido, recibió ofertas del mismo Club Nacional y Botafogo de Brasil, lamentablemente para él, los dirigentes pusieron una cantidad elevadas y ambas ofertas se truncaron. Tubo un paso breve por el Club Atlético Chalaco hasta que pidió su préstamo a un equipo de Venezuela en busca de minutos, sus buenas actuaciones hacen que el Veracruz de la Primera División de México lo contrate. 
Posteriormente tuvo un hijo, Julio Vilchez, quien tiene a la última estrella de la generación Vilchez, que da sus primeros pasos como futbolista. Fue parte de la preselección peruana en diversas ocasiones, sin debutar oficialmente. 
En 1982 tuvo una grave lesión, a raíz de un partido contra Alianza Lima, en la que forzó una jugaba contra José Gonzales Ganoza y Tomás “Pechito” Farfán se tira y le rompe los ligamentos de la pierna derecha, lo que le inhabilitó seguir jugando con la crema. Finalmente se retiraría en 1983 siendo parte de las filas del club que lo vio nacer, Juan Aurich.

## Clubes
| Club                      | País      | Año         |
| ------------------------- | --------- | ----------- |
| Juan Aurich               | Perú      | 1969 - 1970 |
| Universitario de Deportes | Perú      | 1971 - 1973 |
| Atlético Chalaco          | Perú      | 1974        |
| Valencia                  | Venezuela | 1975        |
| Tiburones Rojos           | México    | 1975 - 1977 |
| Universitario de Deportes | Perú      | 1977 - 1982 |
| Juan Aurich               | Perú      | 1983        |

## Palmarés

### Campeonatos nacionales
| Título           | Club                      | País | Año  |
| ---------------- | ------------------------- | ---- | ---- |
| Primera División | Universitario de Deportes | Perú | 1971 |
| Primera División | Universitario de Deportes | Perú | 1982 |